# 杜氏大唇麗魚
杜氏大唇麗魚，為輻鰭魚綱鱸形目隆頭魚亞目慈鯛科的其中一種，分布於非洲安哥拉及剛果民主共和國的淡水流域，本魚體略呈卵圓形，唇寬厚且粗，具有許多小齒，體色土黃色至深灰色，體側具有2條縱向的條紋，腹部淡紅色或玫瑰色，背鰭、尾鰭、臀鰭藍色，邊緣黃色，背鰭硬棘16-18枚;背鰭軟條8-12枚;臀鰭硬棘3枚;臀鰭軟條5-9枚，稚魚體側具有深色縱帶，體長可達22公分，棲息在中底層水域，以水生植物為主食，生活習性不明。